# Велешка котловина
Велешката котловина (на македонска литературна норма: Велешка Котлина) е малка котловина в централната част на Северна Македония. Чрез Таорската клисура се свързва на север със Скопската котловина, а на юг чрез Велешката клисура с Тиквешката котловина. Площта на Велешката котловина е 47 km2. При формирането на котловината най-голямо влияние оказва река Вардар с нейните притоци. В южната част на котловината е разположен Велес.